# Schmalzerode
Schmalzerode is een plaats en voormalige gemeente in de Duitse deelstaat Saksen-Anhalt, en maakt deel uit van de Landkreis Mansfeld-Südharz.
Schmalzerode telt 257 inwoners.